# Andreas Kofler
Andreas Kofler (* 17. května 1984, Innsbruck, Rakousko) je bývalý rakouský skokan na lyžích. Je vítězem Turné čtyř můstků v sezóně 2009/10. Na Zimních olympijských hrách 2006 v Turíně získal stříbrnou medaili na velkém můstku (byl druhý o 0,1 bodu za svým reprezentačním kolegou Thomasem Morgensternem) a zlato s rakouským týmem v soutěži družstev.
Jeho trenérem je Alexander Pointner. Poprvé se ukázal 29. listopadu 2002 ve finském Kuusamu, kde skončil na 16. místě. Kromě skoků na lyžích má také rád snowboarding, fotbal, surfing a horolezectví.

## Úspěchy na OH
- Zimní olympijské hry 2010 – 1. místo v soutěži družstev (HS 140)
- Zimní olympijské hry 2006 – 1. místo v soutěži družstev (HS 140)
- Zimní olympijské hry 2006 – 2. místo (HS 140)